# 島田麻依子
島田 麻依子（しまだ まいこ、1982年12月2日 - ）は大阪府出身の歌手。身長158 cm。血液型A型。

## 略歴
- かつて「NAC大阪」に所属し、ドラマや『ヤングマガジンKANSAI』に出ていた事もあった。
- 1998年 - 鈴木あみが選ばれたテレビ東京系『ASAYAN「ヴォーカリストオーディションファイナル」』に挑戦しラスト17名まで残るが敗退。
- 2000年 - フジテレビ系『とんねるずのみなさんのおかげでした』での野猿の妹分女猿の追加オーディションに合格。女猿としての活動を開始（2004年に解散）。
- 2002年11月13日 - シングル「stardust」でavex traxより歌手デビュー。（女猿から歌手デビューできたのは小林紗貴と島田の2人だけだった）
- 2004年 - 心斎橋ゆかたモードコンテストの準グランプリに選ばれる。
- 現在、活動拠点を大阪に移している。

## シングル
stardust
- 発売日 - 2002年11月13日発売
- 盤種 - マキシシングル
- レコードNo. - AVCD-30400
- 作詞: Gross、作・編曲 & プロデュース: 後藤次利

1. stardust
2. try again
3. stardust (instrumental)
4. try again (instrumental)

- オリコン最高49位
- とんねるずのみなさんのおかげでしたエンディングテーマ

## 主な出演番組
- とんねるずのみなさんのおかげでした（フジテレビ系）
- うたばん（TBS系）
- AX MUSIC-TV（日本テレビ系）